# Divlja rotkva
Divlja rotkva (bridasta rotkva, lat. Raphanus raphanistrum), jednogodišnja ili višegodišnja biljka iz porodice kupusovki. Ponegdje se smatra jedinom vrstom u rodu, dok je uzgojena vrsta R. sativus samo njezina podvrsta, a Raphanus confusus je sinonim za Quidproquo confusum.
Naraste do 60 cm visine, uspravne je i razgranate stabljike, rijetko grubo dlakava. Listovi su joj perasto rascijepani. Cvjetovi su dvospolni, bijeli ili svijetložuti, skupljeni u grozdaste cvatove. Člankoviti plodovi dugi su od 2 do 3 cm.
Rasprostranjena je po Maloj Aziji, Europi i sjevernoj Africi. Česta je uz puteve i ceste te po željezničkim nasipima. U vrijeme stvaranja plodova otrovna je za goveda i janjad. Jestivi su mladi izdanci i listovi, te sjemenke, koje služe kao začin.
- Raphanus raphanistrum, Sardinija
- R. raphanistrum
- R. raphanistrum
- R. raphanistrum